# Alta cocina
La alta cocina (del francés, haute cuisine, pronunciado /ot(ə) kɥizin(ə)/; también grande cuisine, pronunciado /gʀɑ̃d(ə) kɥizin(ə)/ «gran cocina») es un estilo de cocina que se caracteriza por un alto refinamiento en sus preparaciones, por el uso de productos alimentarios de calidad y por la profesionalidad de los cocineros. Tiene su origen en el siglo XIX en la París postrevolucionaria y actualmente es sobre todo practicada en los grandes hoteles y restaurantes del mundo occidental. Se caracteriza por el empleo de los productos de extrema calidad, por las presentaciones más cuidadas y artísticas, por las elaboraciones más complejas y refinadas. La haute cuisine no está definida por estilos particulares; se trata más de una práctica general.

## Historia
Originaria de la cocina francesa debido a sus intentos iniciales de llevar la comida a los restaurantes públicos de forma elegante, se tienen bajo este aspecto algunos precursores como en 1780 en el que se publica la obra L'Art du cuisinier, Antoine Beauvilliers al mismo tiempo que en París se abre el primer restaurante entendido de forma moderna, La Grande Taverne de Londres, con mesas separadas y menú a precio fijo. 
Tras la Revolución francesa muchos cocineros del Antiguo Régimen empezaron a dar sus servicios en los restaurantes y hoteles de la época, elevando de esta forma el nivel de las preparaciones de los alimentos ofrecidos. Algunos cocineros unidos a este nuevo movimiento eran Guillaume Tirel, Auguste Escoffier, Philéas Gilbert, Urbain Dubois, Henri-Paul Pellaprat hasta llegar a Paul Bocuse. Tras estos cocineros pronto se promovieron otras corrientes similares como la gastrosofía, algunos de cuyos representantes fueron Grimot de la Reynière y Anthelme Brillat-Savarin, todos ellos precursores de la cuisine classique que posteriormente fue, en los años 1970, abordada con un nuevo concepto, la Nouvelle cuisine.

## Clasificación
La tradición ha dividido la "alta cocina" en diferentes ramas de la cocina francesa:
1. Haute cuisine ("Alta Cocina") es conocida como lo mejor de lo mejor en el mundo culinario.
2. La cuisine bourgeoise ("cocina burguesa") es la cocina casera ofrecía a invitados bajo los mismos preceptos de la alta cocina, algunos investigadores como M. Proust la ubican a la misma altura que la Haute cuisine.
3. La cuisine regionale ("cocina regional") repartida en las treinta y tres provincias históricas francesas, tal y como dijo Brillat-Savarin "la alfombra de la Haute Cuisine".
4. La cuisine impromptue (la cocina improvisada) es más una forma de arte.